# Descalzos por el parque (obra de teatro)
Descalzos por el parque (Barefoot in the Park) en su versión original es una obra de teatro en tres actos del dramaturgo estadounidense Neil Simon estrenada en 1963.

## Argumento
Paul y Corie Bratter forman una pareja de recién casados que estrenan nuevo hogar en un pequeño apartamento de la ciudad de Nueva York. Debido a la disparidad de caracteres la convivencia inicial no resultará nada sencilla. Paul es un hombre pausado y reflexivo que prima su prometedora carrera como abogado por encima de otras consideraciones, mientras que Corie es vital, apasionada y romántica. Comparten además sus vidas con su excéntrico vecino Víctor Velasco y con Ethel, la madre de Corie. Tras un paréntesis de crisis y ruptura temporal, la pareja se reencuentra y descubre que, pese a las diferencias, tienen por delante un buen futuro juntos.

## Representaciones
- Biltmore Theatre, Broadway, Nueva York, 23 de octubre de 1963. Estreno. 1530 representaciones hasta el 25 de junio de 1967.[3]
  - Dirección: Mike Nichols.
  - Intérpretes: Robert Redford (Paul), Elizabeth Ashley (Corie), Kurt Kasznar (Víctor), Mildred Natwick (Mrs. Banks).

- Théâtre de la Madeleine, París, 1965. (Pieds nus dans le parc)
  - Adaptación: André Roussin.
  - Dirección: Pierre Mondy.
  - Intérpretes: Jean-Pierre Cassel, Mireille Darc, Rosy Varte, Jacques Balutin. Michel Galabru.

- Città di Castello, 1993. (A piedi nudi nel parco)
  - Dirección: Ennio Coltorti.
  - Intérpretes: Sergio Castellitto, Margaret Mazzantini, Lauretta Masiero, Luigi Pistilli, Luis Molteni.

- Cort Theatre, Broadway, Nueva York, 2006. Estreno.[4]
  - Dirección: Scott Elliott.
  - Intérpretes: Patrick Wilson (Paul), Amanda Peet (Corie), Tony Roberts (Víctor), Jill Clayburgh (Mrs. Banks).

- Teatro Fígaro, Madrid, 1999.[5]
  - Dirección: Pilar Massa.
  - Intérpretes: Jesús Cisneros (Paul), Yolanda Arestegui (Corie), Marta Puig (Mrs. Banks) y Antonio Canal (sustituido por Carlos La Rosa) (Víctor).[6]

- Teatro Lara, Madrid, 2008.[7]
  - Intérpretes: Jorge Sanz (Paul), Rosa Boladeras (Corie), Álvaro Roig (Víctor), Magüi Mira (Mrs. Banks).